# Nine-dart finish
Un finish en 9 fléchettes appelé aussi nine-dart finish ou nine-darter est une manche parfaite de 501 qui se termine avec le moins de fléchettes possible, c'est-à-dire en 3 volées. Très difficile à réaliser même par les joueurs professionnels, il est considéré comme l'équivalent du 147 break au billard ou du 300 points au bowling.

## Méthode de réalisation
Bien que plusieurs combinaisons soient possibles, le nine-dart finish se fait traditionnellement en obtenant un score maximum de 180 points (3 fois le segment du triple 20) lors de la première et deuxième volée, laissant ainsi 141 points (501 - 180 - 180 = 141) à réaliser pour la troisième volée, celle-ci devant se terminer par un double ou un bullseye . Ce finish peut se faire par exemple comme ceci :
- T20, T19 et D12 (60 + 57 + 24 = 141)
- T20, T15 et D18 (60 + 45 + 36 = 141)

- T19, BULL et D17 (57 + 50 + 34 = 141)

- T17, D20 et BULL (51 + 40 + 50 = 141)

- T17, T18 et D18 (51 + 54 + 36 = 141)

Le nombre total de combinaisons possibles pour réaliser un 501 en 9 fléchettes est de 3 944 .

## Liste des nine-darter télévisés au 31 janvier 2022
Au 31 janvier 2022, 69 nine-darter télévisés différents ont été réalisés par 36 joueurs différents, dont 51 l'ont été après deux 180 lors des deux premières volées[réf. nécessaire].
| No. | Date              | Joueur                     | Adversaire            | Tournoi                           | Combinaison                                                    | Récompense                  | Arbitre            | Commentateurs                              | Ref.   |
| --- | ----------------- | -------------------------- | --------------------- | --------------------------------- | -------------------------------------------------------------- | --------------------------- | ------------------ | ------------------------------------------ | ------ |
| 1   | 13 octobre 1984   | John Lowe                  | Keith Deller          | MFI World Matchplay (en)          | 3 x T20; 3 x T20; T17, T18, D18                                | £102,000                    | Freddie Williams   | Dave Lanning                               |        |
| 2   | 9 janvier 1990    | Paul Lim (en)              | Jack McKenna          | BDO World Darts Championship (en) | 3 x T20; 3 x T20; T20, T19, D12                                | £52,000                     | Martin Fitzmaurice | Tony Green                                 |        |
| 3   | 3 février 2002    | Shaun Greatbatch           | Steve Coote           | Dutch Open                        | 3 x T20; 3 x T20; T20, T15, D18                                |                             | Steve Nicolas      | Albert Mantingh                            |        |
| 4   | 1er août 2002     | Phil Taylor                | Chris Mason           | World Matchplay (en)              | 3 x T20; 3 x T20; T20, T19, D12                                | £100,000                    | Russ Bray (en)     | Sid Waddell (en) Dave Lanning              |        |
| 5   | 5 juin 2004       | Phil Taylor (2)            | Matt Chapman          | UK Open (en)                      | 3 x T20; 3 x T20; T20, T19, D12                                | 501 bouteilles de Budweiser | Bruce Spendley     | Stuart Pyke John Gwynne                    |        |
| 6   | 12 juin 2005      | Phil Taylor (3)            | Roland Scholten (en)  | UK Open                           | 3 x T20; 3 x T20; T20, T19, D12                                | 501 bouteilles de Budweiser | Bruce Spendley     | Dave Lanning John Gwynne                   |        |
| 7   | 23 mars 2006      | Raymond van Barneveld      | Peter Manley (en)     | Premier League Darts              | 3 x T20; 3 x T20; T20, T19, D12                                |                             | Bruce Spendley     | Sid Waddell John Gwynne                    | [ 2 ]  |
| 8   | 17 février 2007   | Michael van Gerwen         | Raymond van Barneveld | Masters of Darts (en)             | T20, 2 x T19; 3 x T20; T20, T17, D18                           | €10,000                     | Russ Bray          | Leo Oldenburger Jacques Nieuwlaat          |        |
| 9   | 8 mai 2007        | Phil Taylor (4)            | Raymond van Barneveld | International Darts League (en)   | 3 x T20; 3 x T20; T20, T19, D12                                | Opel Tigra TwinTop          | Bruce Spendley     | Leo Oldenburger Jacques Nieuwlaat          |        |
| 10  | 9 mai 2007        | Tony O'Shea (en)           | Adrian Lewis          | International Darts League (en)   | 3 x T20; 3 x T20; T20, T19, D12                                | Opel Tigra TwinTop          | Bruce Spendley     | Leo Oldenburger Jacques Nieuwlaat          |        |
| 11  | 9 juin 2007       | Phil Taylor (5)            | Wes Newton (en)       | UK Open                           | 3 x T20; 3 x T20; T20, T19, D12                                | £20,000                     | Russ Bray          | John Gwynne Rod Harrington (en)            | [ 3 ]  |
| 12  | 17 novembre 2007  | John Walton                | Martin Phillips       | World Masters (en)                | 3 x T20; 3 x T20; T20, T19, D12                                | £2,000                      | Nick Rolls         | Tony Green David Croft                     | [ 4 ]  |
| 13  | 6 juin 2008       | Phil Taylor (6)            | Jamie Harvey (en)     | UK Open                           | 3 x T20; 2 x T20, T19; 2 x T20, D12                            | £25,000                     | Russ Bray          | Stuart Pyke Sid Waddell                    | [ 5 ]  |
| 14  | 20 novembre 2008  | James Wade                 | Gary Anderson         | Grand Slam of Darts (en)          | 3 x T20; 3 x T20; T20, T19, D12                                |                             | Bruce Spendley     | Stuart Pyke Alan Warriner-Little (en)      |        |
| 15  | 2 janvier 2009    | Raymond van Barneveld (2)  | Jelle Klaasen (en)    | PDC World Darts Championship      | 3 x T20; 3 x T20; T20, T19, D12                                | £20,000                     | George Noble       | Nigel Pearson Sid Waddell                  | [ 6 ]  |
| 16  | 27 septembre 2009 | Mervyn King (en)           | James Wade            | South African Masters             | 3 x T20; 3 x T20; T20, T19, D12                                | £10,000                     | Russ Bray          | John Gwynne Rod Harrington                 |        |
| 17  | 13 décembre 2009  | Darryl Fitton (en)         | Ross Montgomery (en)  | Zuiderduin Masters                | 2 x T20, T19; 3 x T20; 2 x T20, D12                            |                             | Rab Butler         | Jacques Nieuwlaat                          |        |
| 18  | 28 décembre 2009  | Raymond van Barneveld (3)  | Brendan Dolan (en)    | PDC World Championship            | 3 x T20; 3 x T20; T20, T19, D12                                | £25,000                     | George Noble       | Stuart Pyke Rod Harrington                 | [ 7 ]  |
| 19  | 29 avril 2010     | Raymond van Barneveld (4)  | Terry Jenkins (en)    | Premier League Darts              | 3 x T20; 3 x T20; T20, T19, D12                                |                             | Bruce Spendley     | John Gwynne Rod Harrington                 | [ 8 ]  |
| 20  | 24 mai 2010       | Phil Taylor (7)            | James Wade            | Premier League Darts              | T20, 2 x T19; 3 x T20; T20, T17, D18                           |                             | George Noble       | Sid Waddell Dave Lanning                   | [ 9 ]  |
| 21  | 24 mai 2010       | Phil Taylor (8)            | James Wade            | Premier League Darts              | 3 x T20; 3 x T20; T20, T19, D12                                |                             | George Noble       | Sid Waddell Dave Lanning                   | [ 9 ]  |
| 22  | 5 juin 2010       | Mervyn King (2)            | Gary Anderson         | UK Open                           | 3 x T20; 3 x T20; T20, T19, D12                                | £5,000                      | George Noble       | John Gwynne Rod Studd                      | [ 10 ] |
| 23  | 17 juillet 2010   | Raymond van Barneveld (5)  | Denis Ovens (en)      | World Matchplay                   | 3 x T20; 3 x T20; T20, T19, D12                                | £5,000                      | Paul Hinks         | Sid Waddell Stuart Pyke                    | ,      |
| 24  | 3 janvier 2011    | Adrian Lewis               | Gary Anderson         | PDC World Championship            | 3 x T20; 3 x T20; T20, T19, D12                                | £10,000                     | George Noble       | Formats multiples (2D ou 3D)               | ,      |
| 25  | 16 juillet 2011   | John Part                  | Mark Webster (en)     | World Matchplay                   | 3 x T20; 3 x T20; T20, T19, D12                                | £10,000                     | Paul Hinks         | Sid Waddell Rod Harrington                 | [ 15 ] |
| 26  | 31 juillet 2011   | Adrian Lewis (2)           | Raymond van Barneveld | European Championship             | 3 x T20; 3 x T20; T20, T19, D12                                |                             | Paul Hinks         | Stuart Pyke Chris Mason                    | [ 16 ] |
| 27  | 8 octobre 2011    | Brendan Dolan              | James Wade            | World Grand Prix                  | double-in double-out D20, 2 x T20; 3 x T20; T20, T17, bullseye | £5,000                      | George Noble       | John Gwynne Rod Harrington                 | [ 17 ] |
| 28  | 16 février 2012   | Phil Taylor (9)            | Kevin Painter (en)    | Premier League Darts              | 3 x T20; T20, 2 x T19; T20, T17, D18                           |                             | Bruce Spendley     | Rod Studd Wayne Mardle                     | [ 18 ] |
| 29  | 17 mai 2012       | Simon Whitlock             | Andy Hamilton (en)    | Premier League Darts              | 3 x T20; 3 x T20; T20, T15, D18                                |                             | George Noble       | John Gwynne Rod Studd                      | [ 19 ] |
| 30  | 8 juin 2012       | Gary Anderson              | Davey Dodds           | UK Open                           | 3 x T20; 3 x T20; T20, T19, D12                                | £10,000                     | Russ Bray          | John Gwynne Stuart Pyke                    | [ 20 ] |
| 31  | 25 juillet 2012   | Michael van Gerwen (2)     | Steve Beaton (en)     | World Matchplay                   | 3 x T20; 3 x T20; T20, T19, D12                                | £2,500                      | George Noble       | John Gwynne Rod Harrington Andrew Flintoff | [ 21 ] |
| 32  | 26 juillet 2012   | Wes Newton                 | Justin Pipe (en)      | World Matchplay                   | 3 x T20; 2 x T20, T19; 2 x T20, D12                            | £2,500                      | Russ Bray          | John Gwynne Stuart Pyke                    | [ 22 ] |
| 33  | 23 décembre 2012  | Dean Winstanley (en)       | Vincent van der Voort | PDC World Championship            | 3 x T20; 3 x T20; T20, T19, D12                                | £7,500                      | Bruce Spendley     | John Gwynne Nigel Pearson                  | [ 23 ] |
| 34  | 30 décembre 2012  | Michael van Gerwen (3)     | James Wade            | PDC World Championship            | 3 x T20; 2 x T20, T19; 2 x T20, D12                            | £7,500                      | Russ Bray          | John Gwynne Stuart Pyke                    | [ 24 ] |
| 35  | 14 décembre 2013  | Terry Jenkins              | Per Laursen (en)      | PDC World Championship            | 3 x T20; 3 x T20; T20, T19, D12                                | £15,000                     | Russ Bray          | Wayne Mardle John Part                     | [ 25 ] |
| 36  | 14 décembre 2013  | Kyle Anderson (en)         | Ian White (en)        | PDC World Championship            | 3 x T20; 3 x T20; T20, T19, D12                                | £15,000                     | Paul Hinks         | Stuart Pyke Rod Studd                      | [ 26 ] |
| 37  | 23 juillet 2014   | Phil Taylor (10)           | Michael Smith         | World Matchplay                   | 3 x T20; 2 x T20, T19; 2 x T20, D12                            | £10,000                     | Kirk Bevins        | Wayne Mardle Stuart Pyke                   |        |
| 38  | 8 octobre 2014    | James Wade (2)             | Robert Thornton       | World Grand Prix                  | double-in double-out D20, 2 x T20; 3 x T20; T20, T17, bullseye | £2,500                      | Paul Hinks         | Rod Studd Stuart Pyke                      |        |
| 39  | 8 octobre 2014    | Robert Thornton            | James Wade            | World Grand Prix                  | double-in double-out D20, 2 x T20; 3 x T20; T20, T17, bullseye | £2,500                      | Paul Hinks         | Rod Studd Stuart Pyke                      |        |
| 40  | 26 octobre 2014   | Michael van Gerwen (4)     | Raymond van Barneveld | European Championship             | 2 x T20, T19; 3 x T20; 2 x T20, D12                            | £5,000                      | Russ Bray          | Stuart Pyke Alan Warriner-Little (en)      |        |
| 41  | 14 novembre 2014  | Kim Huybrechts (en)        | Michael van Gerwen    | Grand Slam of Darts               | 3 x T20; 3 x T20; T20, T19, D12                                |                             | Kirk Bevins        | Wayne Mardle Rod Studd                     |        |
| 42  | 30 décembre 2014  | Adrian Lewis (3)           | Raymond van Barneveld | PDC World Championship            | 3 x T20; 3 x T20; T20, T19, D12                                | £10,000                     | George Noble       | David Croft Wayne Mardle                   |        |
| 43  | 1er février 2015  | Darryl Fitton (2)          | Martin Adams (en)     | Dutch Open                        | 3 x T20; 3 x T20; T20, T19, D12                                | Škoda Fabia                 | Nick Rolls         | Niels de Ruijter                           |        |
| 44  | 22 août 2015      | Phil Taylor (11)           | Peter Wright          | Sydney Darts Masters              | 3 x T20; 3 x T20; T20, T19, D12                                |                             | Russ Bray          | Stuart Pyke Paul Nicholson (en)            |        |
| 45  | 8 novembre 2015   | Dave Chisnall (en)         | Peter Wright          | Grand Slam of Darts               | 3 x T20; 3 x T20; T20, T19, D12                                | £30,000                     | George Noble       | Rod Harrington Rod Studd                   |        |
| 46  | 2 janvier 2016    | Gary Anderson (2)          | Jelle Klaasen         | PDC World Championship            | 3 x T20; 3 x T20; T20, T19, D12                                | £15,000                     | Paul Hinks         | Rod Studd Wayne Mardle                     |        |
| 47  | 5 mars 2016       | Michael van Gerwen (5)     | Rob Cross             | UK Open                           | 3 x T20; 3 x T20; T20, T19, D12                                | £10,000                     | Russ Bray          | Stuart Pyke Chris Mason                    |        |
| 48  | 14 avril 2016     | Adrian Lewis (4)           | James Wade            | Premier League Darts              | 3 x T20; 2 x T20, T19; 2 x T20, D12                            |                             | Paul Hinks         | Rod Harrington Rod Studd                   |        |
| 49  | 25 novembre 2016  | Alan Norris                | Michael Smith         | Players Championship Finals       | 3 x T20; 3 x T20; T20, T19, D12                                |                             |                    |                                            |        |
| 50  | 13 avril 2017     | Adrian Lewis (5)           | Raymond van Barneveld | Premier League Darts              | 3 x T20; 3 x T20; T20, T19, D12                                |                             | Paul Hinks         | Stuart Pyke Wayne Mardle                   |        |
| 51  | 29 octobre 2017   | Kyle Anderson (2)          | Michael van Gerwen    | European Championship             | 3 x T20; 3 x T20; T20, T19, D12                                | £25,000                     | Paul Hinks         | John Rawling Chris Mason                   |        |
| 52  | 26 juillet 2018   | Gary Anderson (3)          | Joe Cullen (en)       | World Matchplay                   | 3 x T20; 3 x T20; T20, T19, D12                                | £45,000                     | Russ Bray          | John Part Rod Studd                        |        |
| 53  | 14 novembre 2018  | Dimitri Van den Bergh (en) | Stephen Bunting       | Grand Slam of Darts               | 3 x T20; 3 x T20; T20, T19, D12                                | £25,000                     | Russ Bray          | Nigel Pearson Wayne Mardle                 | [ 27 ] |
| 54  | 23 novembre 2019  | Michael van Gerwen (6)     | Adrian Lewis          | Players Championship Finals       | 3 x T20; 2 x T20, T19; 2 x T20, D12                            |                             | Paul Hinks         | John Rawling Alan Warriner-Little          | [ 28 ] |
| 55  | 27 février 2020   | Michael Smith (1)          | Daryl Gurney (en)     | Premier League Darts              | 3 x T20; 3 x T20; T20, T19, D12                                |                             | Paul Hinks         | Nigel Pearson Wayne Mardle                 |        |
| 56  | 7 mars 2020       | Jonny Clayton (en)         | Chris Dobey           | UK Open                           | 3 x T20; 3 x T20; T20, T19, D12                                |                             | Paul Hinks         | Chris Murphy Paul Nicholson                | [ 29 ] |
| 57  | 8 mars 2020       | Michael van Gerwen (7)     | Daryl Gurney          | UK Open                           | 3 x T20; 3 x T20; T20, T19, D12                                |                             | Huw Ware           | John Rawling Alan Warriner-Little          | [ 30 ] |
| 58  | 29 août 2020      | Peter Wright               | Daryl Gurney          | Premier League Darts              | 3 x T20; 3 x T20; T20, T19, D12                                |                             | George Noble       | John Part Wayne Mardle                     | [ 31 ] |
| 59  | 29 octobre 2020   | Jose De Sousa              | Jeffrey de Zwaan      | European Championship             | 3 x T20; 2 x T20, T19; 2 x T20, D12                            |                             | Kirk Bevins        | John Rawling Chris Mason                   |        |
| 60  | 29 Decembre 2020  | James Wade (3)             | Stephen Bunting       | PDC World Championship            | 3 x T20; 3 x T20; T20, T19, D12                                |                             | George Noble       | Wayne Mardle Rod Harrington                |        |
| 61  | 7 avril 2021      | Jonny Clayton (2)          | José de Sousa         | Premier League Darts              | 3 x T20; 3 x T20; T20, T19, D12                                |                             | George Noble       | Nigel Pearson Wayne Mardle                 |        |
| 62  | 8 avril 2021      | José de Sousa (2)          | Nathan Aspinall       | Premier League Darts              | 3 x T20; 3 x T20; T20, T19, D12                                |                             | Russ Bray          | Stuart Pyke Wayne Mardle                   |        |
| 63  | 28 août 2021      | Richie Burnett             | Scott Williams        | Online Darts Live League          | 3 x T20; 3 x T20; T20, T15, D18                                |                             |                    |                                            | [ 32 ] |
| 64  | 1 septembre 2021  | Martin Adams               | Jamie Caven           | Online Darts Live League          | 3 x T20; 3 x T20; T20, T19, D12                                |                             |                    |                                            | [ 33 ] |
| 65  | 9 septembre 2021  | Colin Osborne              | John O'Shea           | Online Darts Live League          | 3 x T20; 2 x T20, T19; 2 x T20, D12                            |                             |                    |                                            | [ 34 ] |
| 66  | 22 novembre 2021  | Martin Adams (2)           | Scott Williams        | Online Darts Live League          | 3 x T20; 3 x T20; T20, T19, D12                                |                             |                    |                                            | [ 35 ] |
| 67  | 17 Decembre 2021  | William Borland            | Bradley Brooks        | PDC World Championship            | 3 x T20; 2 x T20, T19; 2 x T20, D12                            |                             | Kirk Bevins        | Stuart Pyke John Part                      |        |
| 68  | 18 Decembre 2021  | Darius Labanauskas         | Mike De Decker        | PDC World Championship            | T20, 2 x T19; 3 x T20; T20, T17, D18                           |                             | Kirk Bevins        | Nigel Pearson John Part                    |        |
| 69  | 1 janvier 2022    | Gerwyn Price               | Michael Smith         | PDC World Championship            | 3 x T20; 3 x T20; T19, T20, D12                                |                             | George Noble       | Wayne Mardle John Part                     |        |
| 71  | 20 mars 2025      | Luke Littler               |                       |                                   |                                                                |                             |                    |                                            |        |

## Liste des nine-darter télévisés par joueur (au 31 janvier 2022)
| Rang  | Joueur                | Nombre | Dernier |
| ----- | --------------------- | ------ | ------- |
| 1     | Phil Taylor           | 11     | 2015    |
| 2     | Michael van Gerwen    | 7      | 2020    |
| 3     | Raymond van Barneveld | 5      | 2010    |
| 3     | Adrian Lewis          | 5      | 2017    |
| 5     | Gary Anderson         | 3      | 2018    |
| 6     | Mervyn King           | 2      | 2010    |
| 6     | James Wade            | 2      | 2014    |
| 6     | Darryl Fitton         | 2      | 2015    |
| 6     | Kyle Anderson         | 2      | 2017    |
| 6     | Jonny Clayton         | 2      | 2021    |
| 6     | Jose De Sousa         | 2      | 2021    |
| 6     | Martin Adams          | 2      | 2021    |
| 12    | John Lowe             | 1      | 1984    |
| 12    | Paul Lim              | 1      | 1990    |
| 12    | Shaun Greatbatch      | 1      | 2002    |
| 12    | Tony O'Shea (en)      | 1      | 2007    |
| 12    | John Walton           | 1      | 2007    |
| 12    | John Part             | 1      | 2011    |
| 12    | Brendan Dolan         | 1      | 2011    |
| 12    | Simon Whitlock        | 1      | 2012    |
| 12    | Wes Newton            | 1      | 2012    |
| 12    | Dean Winstanley       | 1      | 2013    |
| 12    | Terry Jenkins         | 1      | 2014    |
| 12    | Robert Thornton       | 1      | 2014    |
| 12    | Kim Huybrechts        | 1      | 2014    |
| 12    | Dave Chisnall         | 1      | 2016    |
| 12    | Alan Norris           | 1      | 2017    |
| 12    | Dimitri Van den Bergh | 1      | 2018    |
| 12    | Michael Smith         | 1      | 2020    |
| 12    | Peter Wright          | 1      | 2020    |
| 12    | James Wade            | 1      | 2020    |
| 12    | Richie Burnett        | 1      | 2021    |
| 12    | Colin Osborne         | 1      | 2021    |
| 12    | William Borland       | 1      | 2021    |
| 12    | Darius Labanauskas    | 1      | 2021    |
| 12    | Gerwyn Price          | 1      | 2022    |
| Total | 36                    | 69     |         |
|       |                       |        |         |